# Antonio Ghiardello
Antonio Ghiardello (* 21. April 1898 in Santa Margherita Ligure; † 5. Januar 1992 in Rom) war ein italienischer Ruderer, der 1932 eine olympische Bronzemedaille gewann. Bei Europameisterschaften gewann er drei Goldmedaillen und eine Bronzemedaille.

## Sportliche Karriere
Bei den Europameisterschaften 1926 siegte der italienische Vierer mit Steuermann in der Besetzung Antonio Ghiardello, Mario Ghiardello, Giovanni-Battista Pastine, Andrea Ghiardello und Steuermann Ugo Giangrande vor den Booten aus der Schweiz und aus Polen, Im Jahr darauf gewannen die Italiener in der gleichen Besetzung vor den Schweizern und den Belgiern. 1928 fiel Antonio Ghiardello bei den italienischen Ausscheidungswettkämpfen wegen einer Blinddarmentzündung aus und konnte sich nicht für die Teilnahme an den Olympischen Spielen in Amsterdam qualifizieren.
Ghiardello gewann bei den Europameisterschaften 1931 mit dem Vierer des römischen Vereins Circolo Canottieri Aniene in der Besetzung Antonio Provenzani, Francesco Cossu, Giliante D’Este, Antonio Ghiardello und Steuermann Emilio Gerolimini den Titel vor den Booten aus Dänemark und der Schweiz. Bei den Olympischen Spielen 1932 traten die Römer im Vierer ohne Steuermann an. Provenzani, D’Este, Cossu und Ghiardello belegten mit einer Sekunde Rückstand auf den deutschen Vierer den dritten Platz, fast sechs Sekunden hinter den britischen Siegern.
Bei den Europameisterschaften 1934 gehörten Provenzani und Ghiardello zum italienischen Achter, der die Bronzemedaille hinter den Achtern aus Ungarn und Dänemark erkämpfte. 1936 ruderte Antonio Ghiardello wieder im italienischen Vierer ohne Steuermann, der in der Besetzung Antonio Ghiardello, Luigi Luscardo, Aldo Pellizzoni und Francesco Pittaluga den vierten Platz bei den Olympischen Spielen in Berlin erreichte.
Nach dem Zweiten Weltkrieg war Antonio Ghiardello als Trainer tätig, unter anderem war er zwei Jahre in Brasilien beschäftigt.